# Rhytidoponera chalybaea
Rhytidoponera chalybaea är en myrart som beskrevs av Carlo Emery 1901. Rhytidoponera chalybaea ingår i släktet Rhytidoponera och familjen myror. Inga underarter finns listade i Catalogue of Life.

## Bildgalleri

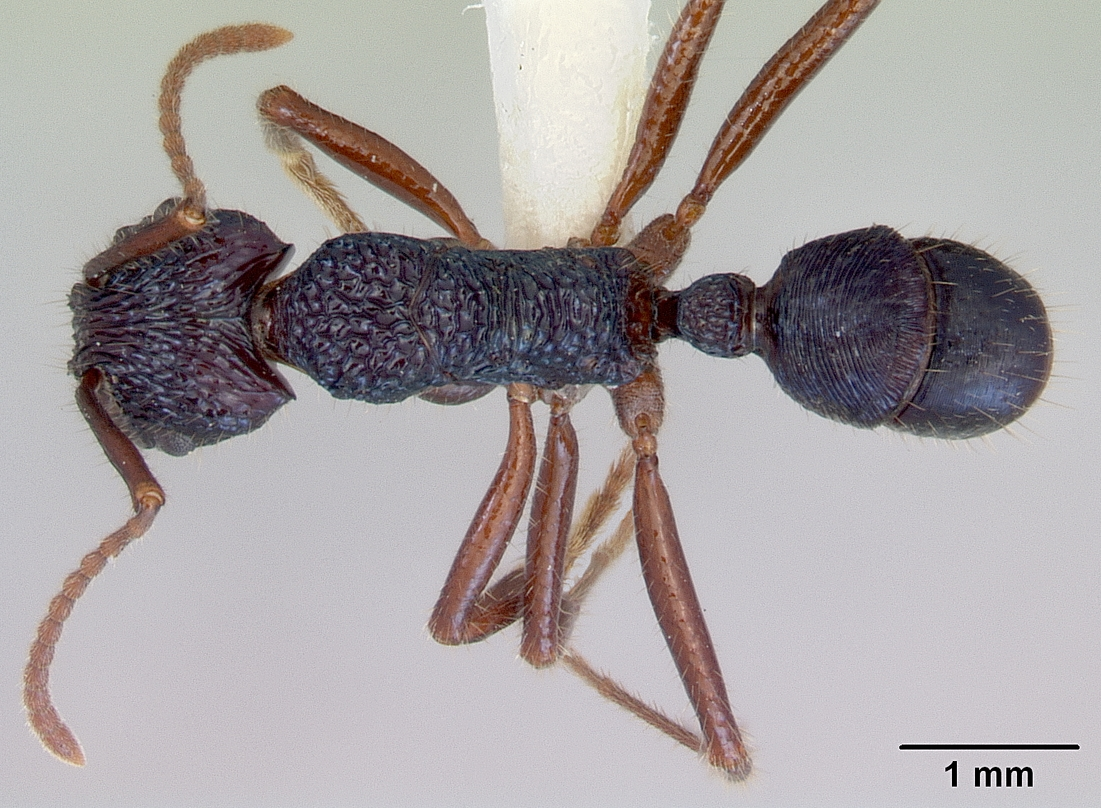
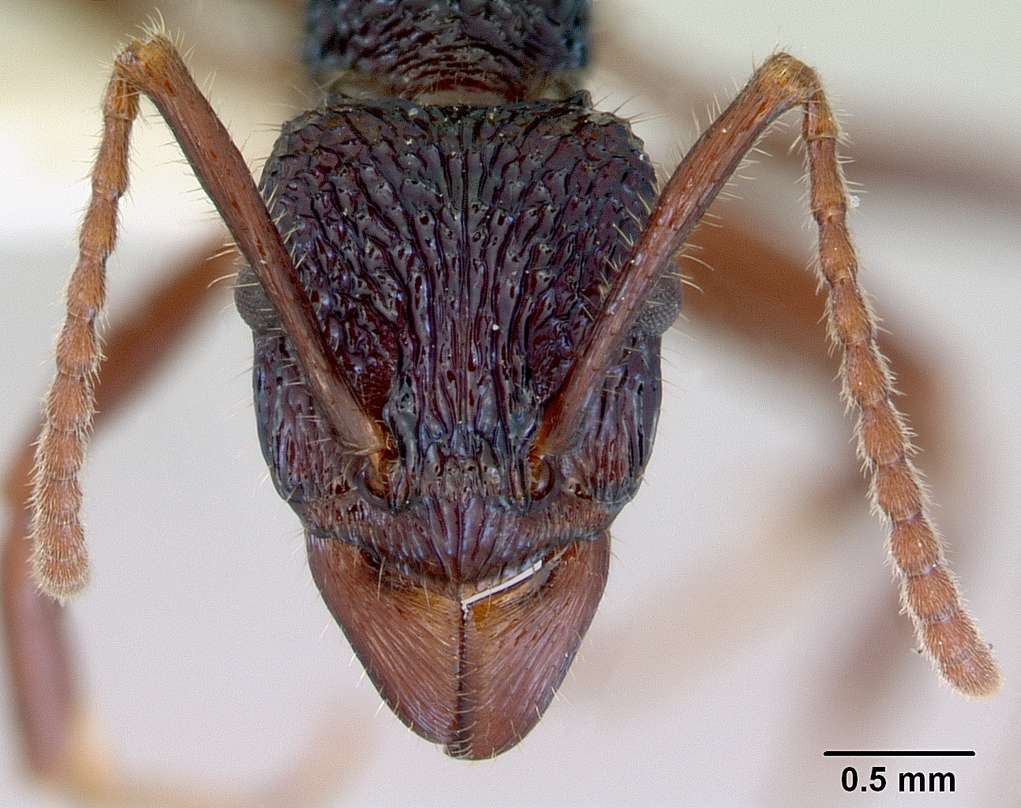
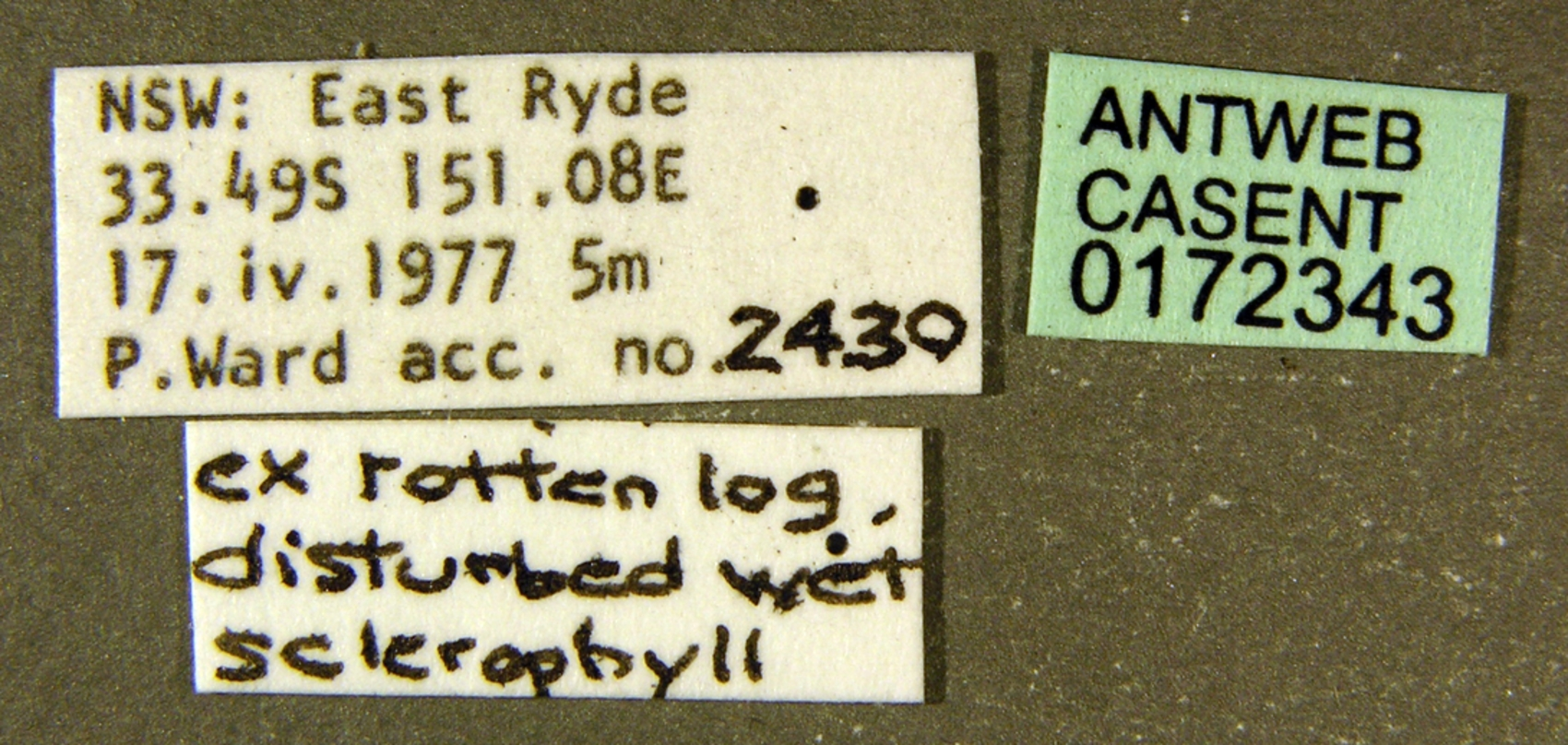
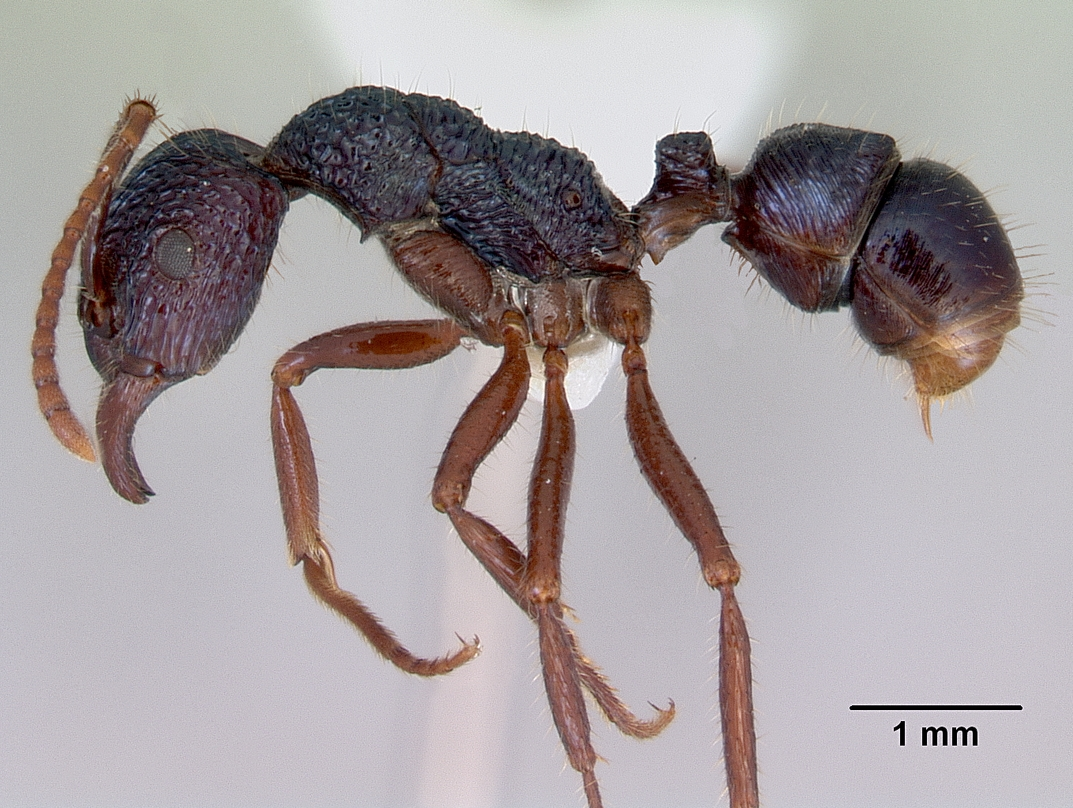
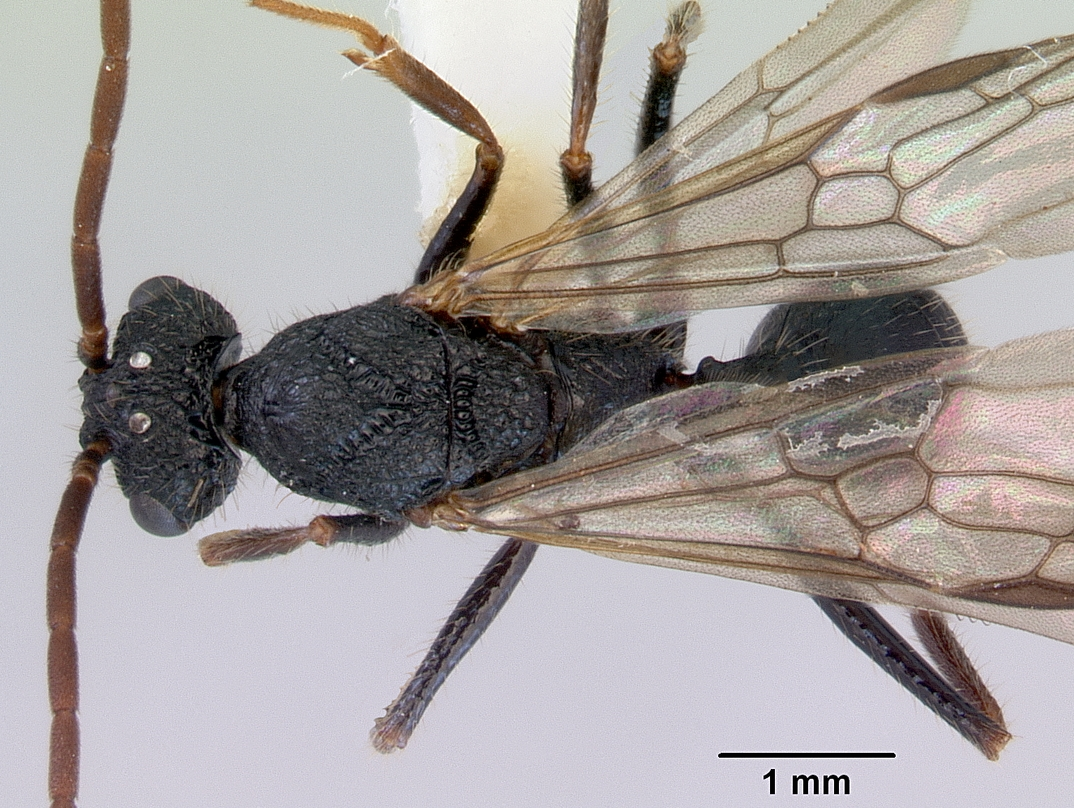
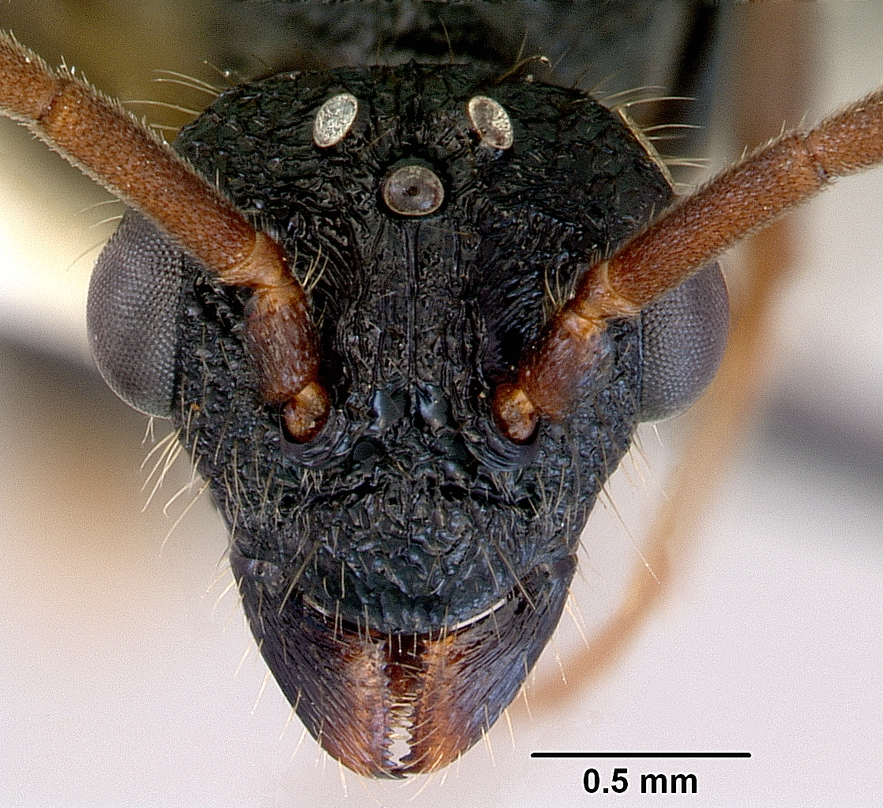